# Cryptomeigenia aurifacies
Cryptomeigenia aurifacies är en tvåvingeart som beskrevs av Margaret Walton 1912. Cryptomeigenia aurifacies ingår i släktet Cryptomeigenia och familjen parasitflugor.
Artens utbredningsområde är Puerto Rico. Inga underarter finns listade i Catalogue of Life.